# Бханг

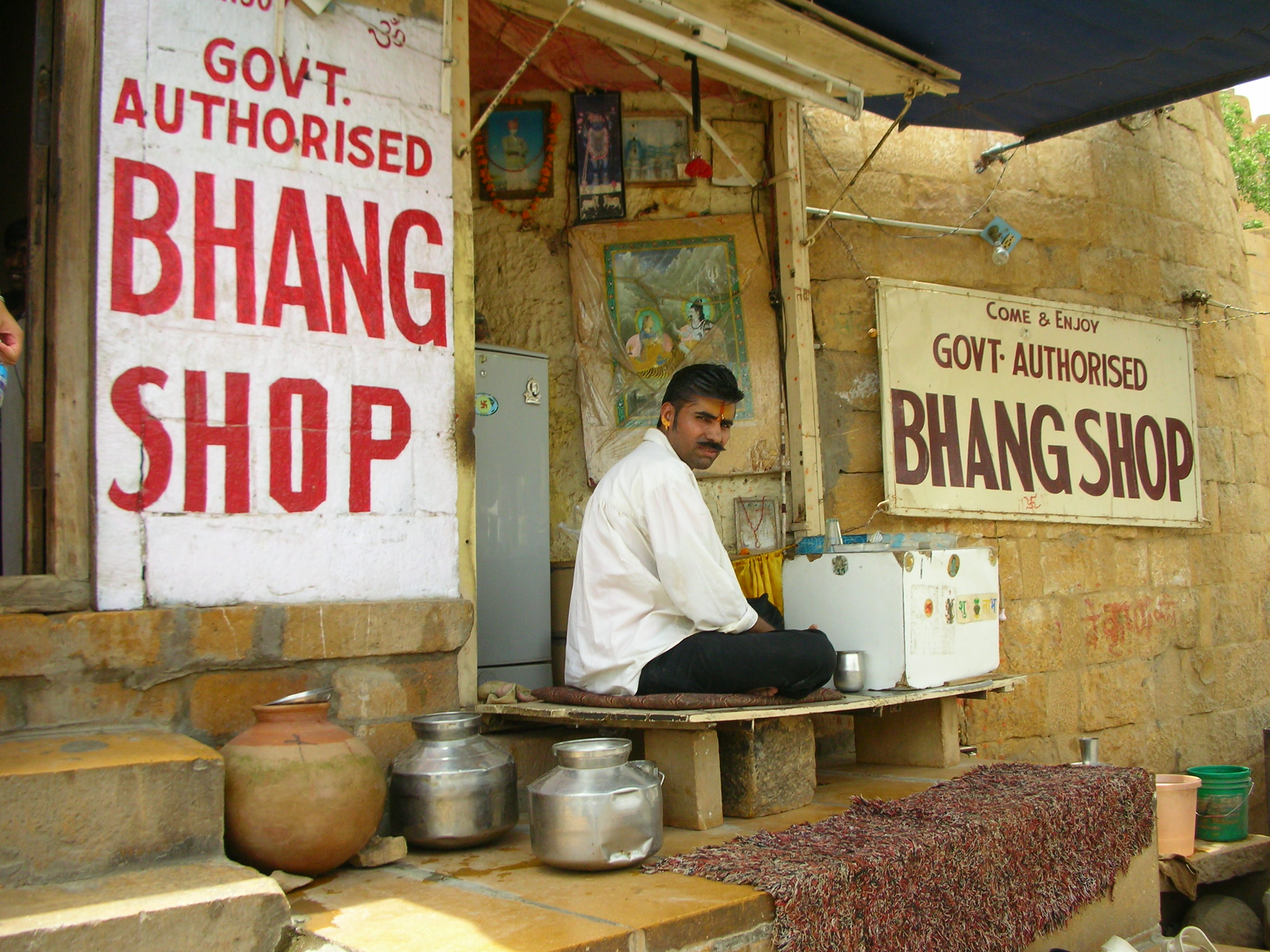
Магазин бханга в Джайсалмере, Раджастхан.

Бханг (хинди भंग, в.-пандж. ਭੰਗ «правила; любовь») — психотропное средство, получаемое из мужских и опыленных женских растений индийской конопли
В Индии и Пакистане используется как для питья, так и для курения при различных религиозных церемониях. Процедура курения бханга занимает особое место среди обычаев сикхов, а также в мусульманских традициях субконтинента.

## В кулинарии
«Бханг ки тхандаи» (хинди भंग की ठंडाई) — популярный напиток во многих районах Северной Индии. Рецептура производства основана на смешивании с bhang thandai любых холодных жидкостей с добавлением миндаля, специй, молока и сахара. Медали, металлические кольца и другие объекты, изготовленные из меди, размещаются в посуде с напитком.
«Бханг Ласси» — кефир из козьего молока с добавлением бханга. Популярный напиток, включаемый в меню в ресторанах Индии и Таиланда. Свободно продаётся в индийских городах Джайсалмер, Пури и Бенарес (Варанаси). Центром торговли Бханг Ласси признаётся небольшой священный город Пушкар (штат Раджастхан).
В качестве вкусовой добавки шарики бханга используются для приготовления сладостей.

## В фольклоре Индии и других стран Азии
Бханг широко присутствует в индийском фольклоре. Вот один из примеров поговорки на хинди:
घर में भूंजी भंग नहीं हैं (ghar mein bhoonji bhang nahi hai) 
На русский её можно перевести так: «В доме даже плохого бханга нет». Так говорят об очень бедной семье.
Бханг часто упоминается в персидском и арабском фольклоре, в сказочном эпосе «Тысяча и одна ночь».